# Роберт Гросман
Роберт Гросман (енгл. Robert Samuel Grossman; Њујорк, 1. март 1940 — Менхетн, 15. март 2018) био је амерички сликар, вајар, филмски продуцент, стрип уметник, илустратор и аутор.
У каријери дугој педесет година, Гросманове илустрације су се појавиле преко 500 пута на насловницама разних националних издања. ТАЈМ, Њузвик, Ролинг Стоун, Есквајр, ТВ Водич, Илустровани Спорт, Тајмс, Нејшн, Њу Републик, Евергрин Ривју, Њујорк часопис, Нешнал Лампун и Њујорк тајмс су објавили његове илустрације. Његов рад се појавио у дечијим књигама. Креирао је насловне стране албума за Колумбија, Епик, Варнер Брос и Јунајтед Артист.

## Биографија

### Образовање и почетак каријере
Гросманов отац, Јосеф Гросман, је био визуелни уметник који је дао свом сину прве часове. Старији Гросман је такође слао Роберта на часове уметности суботом ујутру у Музеј модерне уметности, у Менхетну.
Гросман је дипломирао у Мидвуд средњој школи 1957. Након тога је похађао Универзитет Јејл, где је служио као аниматор, илустратор и уредник Јејл Рекорд, „Амерички најстарији факултетски хумористички часопис”, и 1961. је дипломирао као Бакалар уметности у ликовној култури.
Јејл Рекорд, пародија на Њујоркер, му је омогућила да се представи уметничком директору Џиму Герагтију. Током овог периода, Гросман је креирао „Капетан Меланин”, „први светски афричко - амерички суперхерој”, за сатирични часопис Монокле.
1963. Гросман је започео самосталну илустрациону каријеру. 1979. у Вонтобелу, Швајцарска је Гросманову уметност представила на самосталној изложби.

### Најпознатија дела
Гросман је креирао познати авион везан у чвор за филмску комедију „Има ли пилота у авиону?”.
За снимање комедије из 1970. године „Не руши тог патуљка, додај ми клешта”, Гросман је насликао квартет карикатура позоришта Фајрсајн. Слика приказује глумце као хибриде, пола човек - пола животиња, са животињским значењем одређеног хороскопског знака (свако је рођен под ватреним хороскопским знаком).
Ролинг Стоун часопис објавио је серију плаката на којима су приказане Гросманове насловне слике Џорџа Буша, Риџарда Никсона, Боб Дилана, Џерија Гарсије и групе Кросби Стил и Неш.

### Сликар
Током каријере, Гросман је запослио ербраша (користи компресовани ваздух за сликање) како би његове скулпурне форме биле карактеристично препознатљиве. Будући да искусни ербрашер може добро да ради са сенкама и са светлошћу са оштрим и меким ивицама, облици поседују високи степен визуелности. Гросман се понекад спомиње као неко ко је „препородио” алат у илустрацијама, деценијама се првенствено користио за ретуширање фотографија. Пит Хамил писац у међународном часопису визуелне комуникације Графис и Стивен Хелер у Иноватори Америчке Илустрације су изјавили да је Гросманов приступ ербрашу далеко опонашан. Његов „саркастичан ум” нико не може да поседује, додао је Хелер.
О еволуцији технике у својој илустрацији, Гросман је рекао, „Импресиониран сам Давидом Левином и Паш Пин уметницима који су користили линије за развој тродимензионалности у својим радовима. Нашао сам неки стари ербраш у очевој радионици и пронашао тренутак да га проучим. Марљиво сам посматрао те контуре као тајну успеха до правог стереоскопског тродимензионалног изгледа. Осећао сам се као да мој линијски рад припада другачијем свету и како нема везе са ербрашом. Касније сам пронашао јаку везу која се и потврђује на мојим сликама.”

### Вајар
Разумљива форма и волумен који подсећају на његова дводимензионална дела долазе до даљег изражаја у континуираној серији скулпурних попрсја (многе од њих се могу наћи на Гросмановој веб страници). За разлику од већине скулптура, оне су направљене да се сликају са једне тачке, под одређеним осветљењем,штампане и приказиване су масовној публици. Гросманове скулптуре су од црвене глине, која доноси сликарско разумевање боја вишеструким фурнирима. За разлику од његових слика, на којима је могло бити било шта, скулптуре су биле превасходно прављене за Гросманове карикатуре.

### Продуцент
Гросман је 1977. године номинован за Академску Награду за „Најбоље анимирани кратки филм”. У троминутном филму приказан је глинени анимирани Џими Картер који пева „Џорџија у мојим мислима”. Репродукција Реј Чарлса ове песме се користи као музика у филму.
Током 1980. године, Гросман и његов брат Давид продуцирали су бројне анимиране телевизијске рекламе под транспарентом „Браћа Гросман”. Један оглас за клима уређаје, имао је јадног пса који се топи. Пар Купидона који певају су били значајни симбол за рекламе за Њујоршку радио станицу на којој се пуштају љубавне песме. Касица прасица која игра и жонглира је била реклама за банку. Гросманова омиљена техника је била анимација замене, у којој су израђене посебне лутке (или делови лутки) које су представљале свакојаке измене. Сваки лик може имати десетине различитих глава, што омогућава изражавање било које жељене речи или емоције. Ова техника је била коришћена у Ноћној мори пре Божића.

### Илустратор
Гросман је током своје каријере писао и цртао многе стрипове. Неки његови стрипови се појављују у Њујорк часопису, Нејшн, Њујоркер... Многи од њих су написани у стиховима: „Човек који је вребао Багдад за тату” бави се тренутним ратом у Ираку. Њујорк часопис је изнајмио његов цртани филм „Водене бубе” док је била Афера Вотергејта. У том цртаном филму је био Ричард М. Најткравлер,као инсект са својим помоћницима Халдебугом и Ехрлихбугом. Ово је прерасло у ЗуНуз цртани филм, који приказује председника који је склон лупању своје главе по имену Гералд Дак, и мики-маус-тичне филмске звезде Роналда Родента. Ролинг Стоун је приказивао ЗуНуз цртане филмове, у којима су животиње приказивале сатиричну верзију актуелних политичких дешавања.

### Аутор
Као повремени есејиста, Гросман је поделио своје размишљање са читаоцима Нејшна о Арт Шпигелмановом графичком роману Маус: „Ускоро ће се чудити количини страха, наде и љубави која може да проистекне из скице мишје главе једва пола инча високе... Шпигелман нам обећава наставак а ја, не могу да га дочекам. Надам се да ће пожурити. Најупечатљивија и најуспешнија приповест икада направљена о Холокаусту” Роман заснован на познатом Њујорк Сансу „Велика месечева подвала” је објављен посмртно у Мају, 2019. године.

## Спoљашње везе
- Званичан сајт Роберта Гросмана
- Биографија Роберта Гросмана на сајту Ламбиек